# Aquimarina muelleri
Espèce
Aquimarina muelleri est une espèce de la famille des Flavobacteriaceae.

## Taxonomie
Le nom correct complet (avec auteur) de ce taxon est Aquimarina muelleri Nedashkovskaya et al. 2005.

### Étymologie
L'étymologie du nom spécifique de l'espèce Aquimarina muelleri est la suivante : muel’le.ri. N.L. gen. masc. n. muelleri, de Müller, en l'honneur de Otto Friedrich Müller (1730-1784), le célèbre naturaliste danois, pour ses contributions au développement de la microbiologie marine.